# 鹿児島県道204号鹿児島停車場線
鹿児島県道204号鹿児島停車場線（かごしまけんどう204ごう かごしまていしゃじょうせん）は、鹿児島県鹿児島市を通る一般県道である。

## 概要
鹿児島市浜町にある鹿児島本線・日豊本線 鹿児島駅から鹿児島県鹿児島市泉町を結ぶ。

### 路線データ
- 起点：鹿児島県鹿児島市浜町（鹿児島駅）
- 終点：鹿児島県鹿児島市泉町（泉町交差点、国道58号交点、鹿児島県道214号鹿児島港線終点）
- 総延長：0.8 km

## 地理

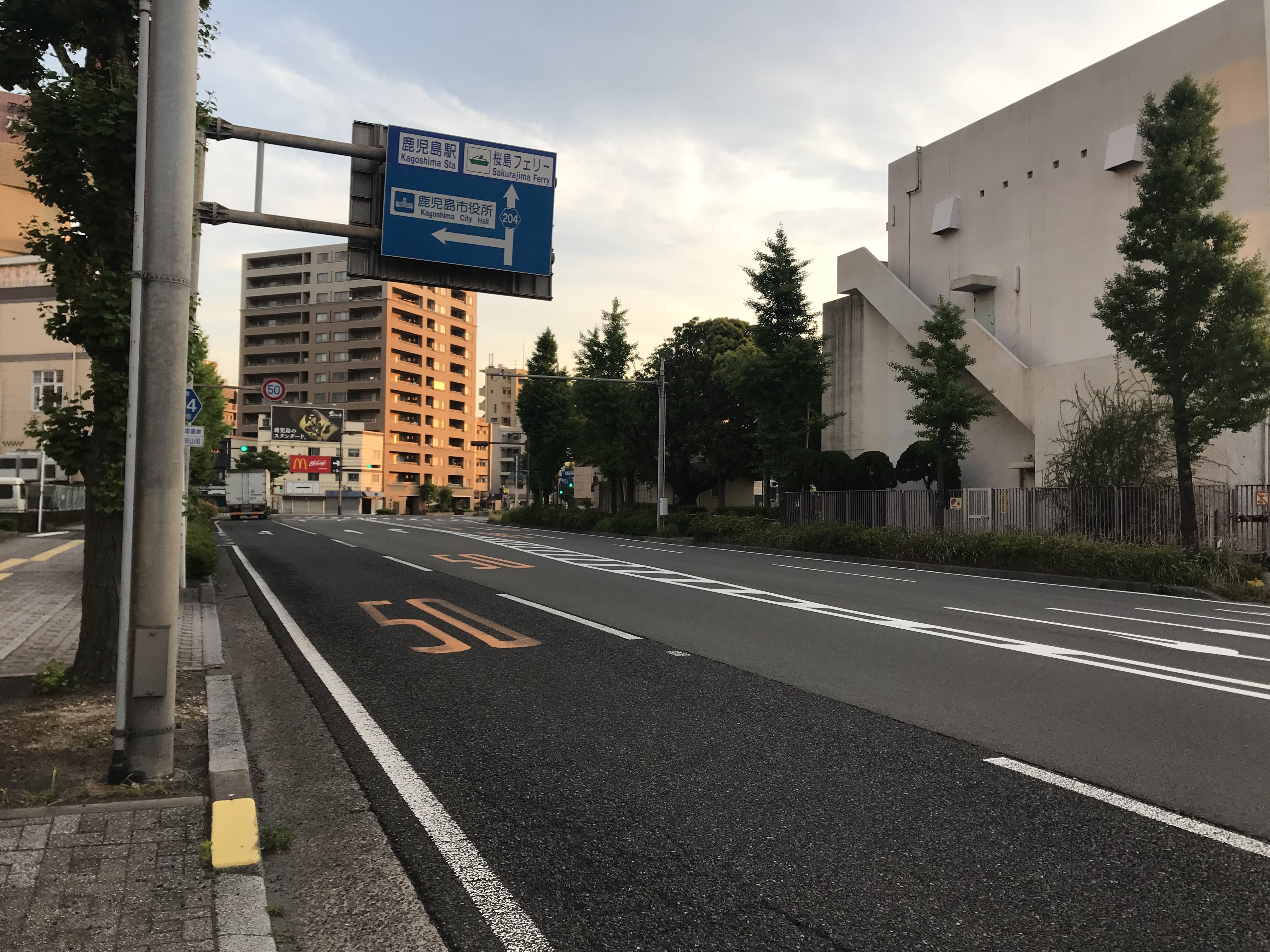
泉町交差点北側

### 通過する自治体
- 鹿児島市

### 交差する道路
| 交差する道路                       | 交差する場所 | 交差する場所      |
| ---------------------------------- | ------------ | ----------------- |
| 国道58号 鹿児島県道214号鹿児島港線 | 泉町         | 泉町交差点 / 終点 |

### 沿線にある施設など
- JR九州鹿児島本線・日豊本線 鹿児島駅